# 자유처녀
"자유처녀"는 1982년에 개봉한 대한민국의 영화이다.

## 캐스팅
- 안소영 : 혜리 역
- 강신성일
- 김원섭
- 한성경
- 김정철
- 조주미
- 한우리
- 김병학
- 이영호
- 유명순
- 강철
- 박용호
- 임준영
- 김현순